# アルナイオス
アルナイオス（古希: Ἀρναῖος, Arnaios）あるいはイーロス（古希: Ἶρος, Īros）は、ギリシア神話の人物である。ホメーロスの叙事詩『オデュッセイアー』の登場人物で、イタケー島の乞食。身体は大きいだけで力はなかったが、食い意地は張っていた。本来の名前はアルナイオスであるが、使い走りばかりしていたため（虹の女神イーリスに掛けた）イーロスの綽名で通っていた。

## 神話
イーロスは以前からオデュッセウスの館を訪れては物乞いをしていたが、館で変装したオデュッセウスが物乞いをしているのを見つけると、彼を追い出そうとした。イーロスはオデュッセウスに対して「この老いぼれ、皆がお前を引きずり出せと目で合図しているのが分からんか。さっさとどかぬと力ずくでどこかに行ってもらうことになるぞ」と言った。しかしオデュッセウスは動じることなく「おかしなことを言うでない。館は十分な広さがあるではないか。それに富は神々からの授かりものじゃから、仮にわしの取り分を誰かがおぬしにやったとしても、咎める気などわしにはない。だから喧嘩を吹っ掛けるなどやめておけ。わしも老いたとはいえ、おぬしを血まみれにするくらいわけないのだぞ」と返した。イーロスはその言葉を聞くと怒り、叩きのめしてやると言い出した。すると求婚者たちは両者の口論を面白がって、2人の周りに集まった。彼らの1人アンティノオスが勝った方に褒美をやり、負けた者は今後我々とともに食事をするのを許さないと言った。ところがイーロスはオデュッセウスの逞しい肉体を見ると、がたがたと震えだした。戦いが始まるとイーロスはオデュッセウスの右肩を打ったが、オデュッセウスは相手のあごの耳の下あたりを殴って骨を砕いた。イーロスは口の中が鮮血で溢れ、砂の中に倒れ込むと、求婚者たちが大笑いする中、イーロスはオデュッセウスに足をつかまれて外に引きずり出された。
ヒュギーヌスによると、エウマイオスは変装したオデュッセウスを館に連れて来ると、求婚者たちにイーロスとともに楽しませてくれるだろうと紹介した。するとメランティオスが戦って負けた方を追い出すと言ったので、イーロスはオデュッセウスと戦って負け、追い出された。